# ГЕС Лаза
ГЕС Лаза (італ. Lasa) — гідроелектростанція на півночі Італії, яка використовує ресурс північного схилу Ортлерських Альп.
Для роботи станції у 1954—1956 роках створили водосховище Лаго-ді-Джоверетто (італ. Lago di Gioveretto) (нім. Zufrittsee) на річці Пліма, яка є правою притокою Адідже (впадає в Адріатичне море утворюючи спільну дельту із По). Цю водойму об'ємом 19,6 млн м3 утримує гравітаційно-контрфорсна гребля висотою 83 метри та довжиною 380 метрів, яка потребувала 310 тис. м3 матеріалу. Окрім прямого стоку, сюди перекидається ресурс із декількох приток самої Пліма — Флім, Сой, Санта-Мариа, Злудер та Розім — а також із розташованої далі на захід долини річки Лаза (інша права притока Адідже). При цьому для підкачування води встановлено дві насосні станції Сан-Джованни та Фольтін (працюють на водозаборах із долин Пліма та Лаза відповідно).
Накопичений ресурс подається до дериваційного тунелю довжиною 10,8 км та діаметром 2,1 метра, прокладеного через гірський масив, що відділяє Пліма та Лаза. На завершальному етапі тунель переходить у напірний водогін довжиною 2,2 км та діаметром від 1,7 до 1,5 метра, що виводить до машинного залу в долині Адідже.
Зал обладнаний турбіною типу Пелтон потужністю 63 МВт, яка при напорі у 968,5 метра забезпечує виробництво 226 млн кВт·год електроенергії на рік. Відпрацьована вода потрапляє у нижній балансуючий резервуар, через який проходить дериваційний канал до ГЕС Кастельбелло.
Управління станцією відбувається дистанційно з диспетчерського центру в Больцано.